# Angelica longicaudata
Angelica longicaudata là một loài thực vật có hoa trong họ Hoa tán. Loài này được C.Q.Yuan & R.H.Shan mô tả khoa học đầu tiên năm 1985.